# Nikolaj Bogoljoebov

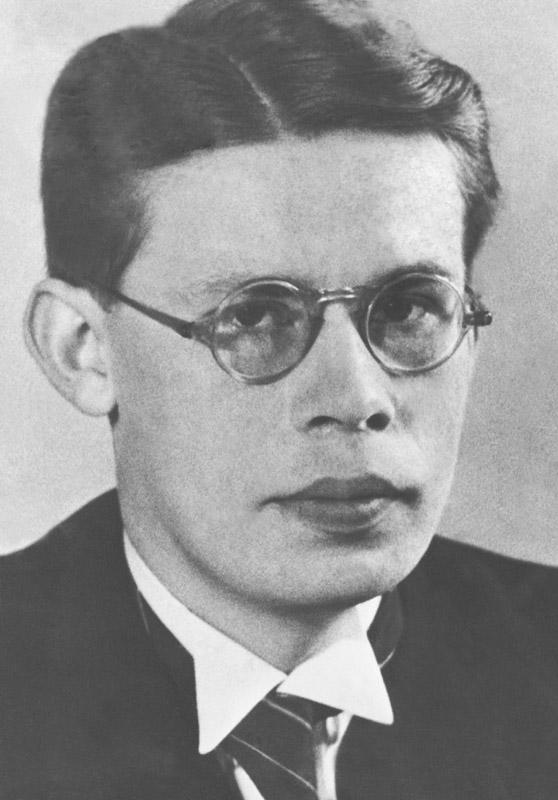
Nikolaj Bogoljoebov (1930)

Nikolaj Nikolajevitsj Bogoljoebov (Russisch: Николай Николаевич Боголюбов, Engelse transcriptie Bolgolubov, Bogolyubov of Bogoliubov) (Nizhny Novgorod, 21 augustus 1909 - Moskou, 13 februari 1992) was een Russisch wiskundige en theoretisch fysicus. Hij leverde grote bijdragen aan de kwantumveldentheorie en wiskundige systeemtheorie. Verder is hij bekend door zijn onderzoek in het domein van supergeleiding, en de zogeheten Bogoljoebov-transformaties. In 1984  ontving Bogoljoebov de Gouden Lomonosov-medaille van de toenmalige Academie van Wetenschappen van de USSR. In 1992 ontving hij de Diracprijs.